# Gouania stipularis
Gouania stipularis là một loài thực vật có hoa trong họ Táo. Loài này được Moç. & Sessé ex DC. mô tả khoa học đầu tiên năm 1825.